# Hyphaene petersiana
Hyphaene petersiana es una especie de palmera perteneciente a la familia Arecaceae. Es nativa de las regiones subtropicales del centro de África.

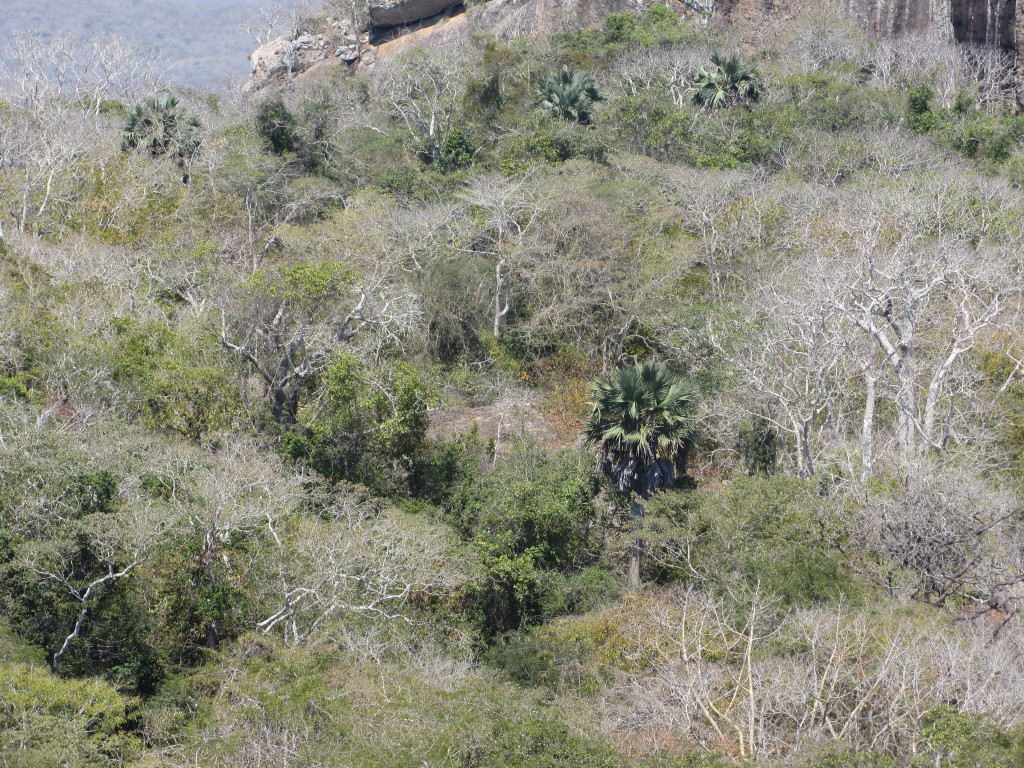
En su hábitat del bosque

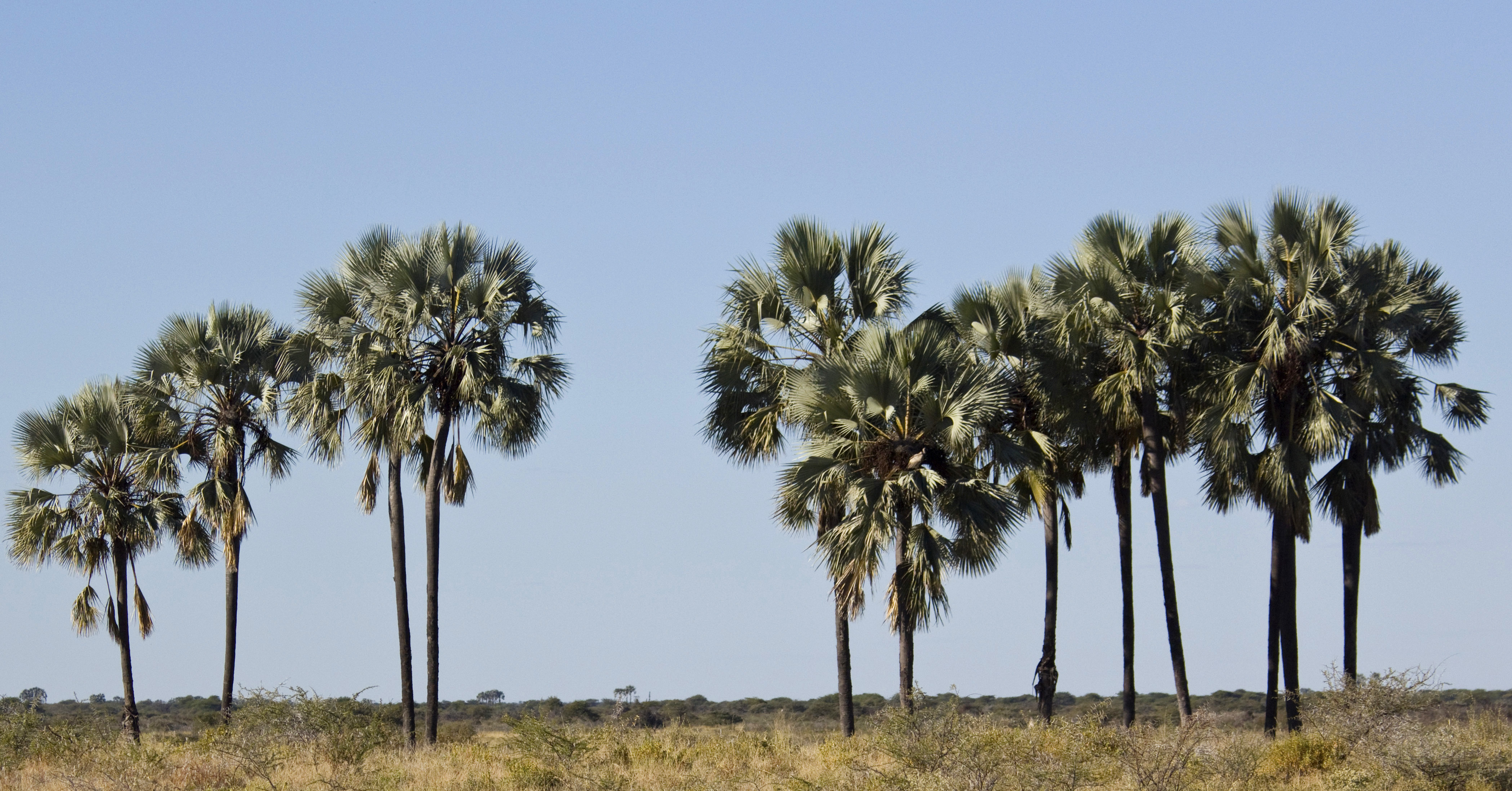
Varios árboles

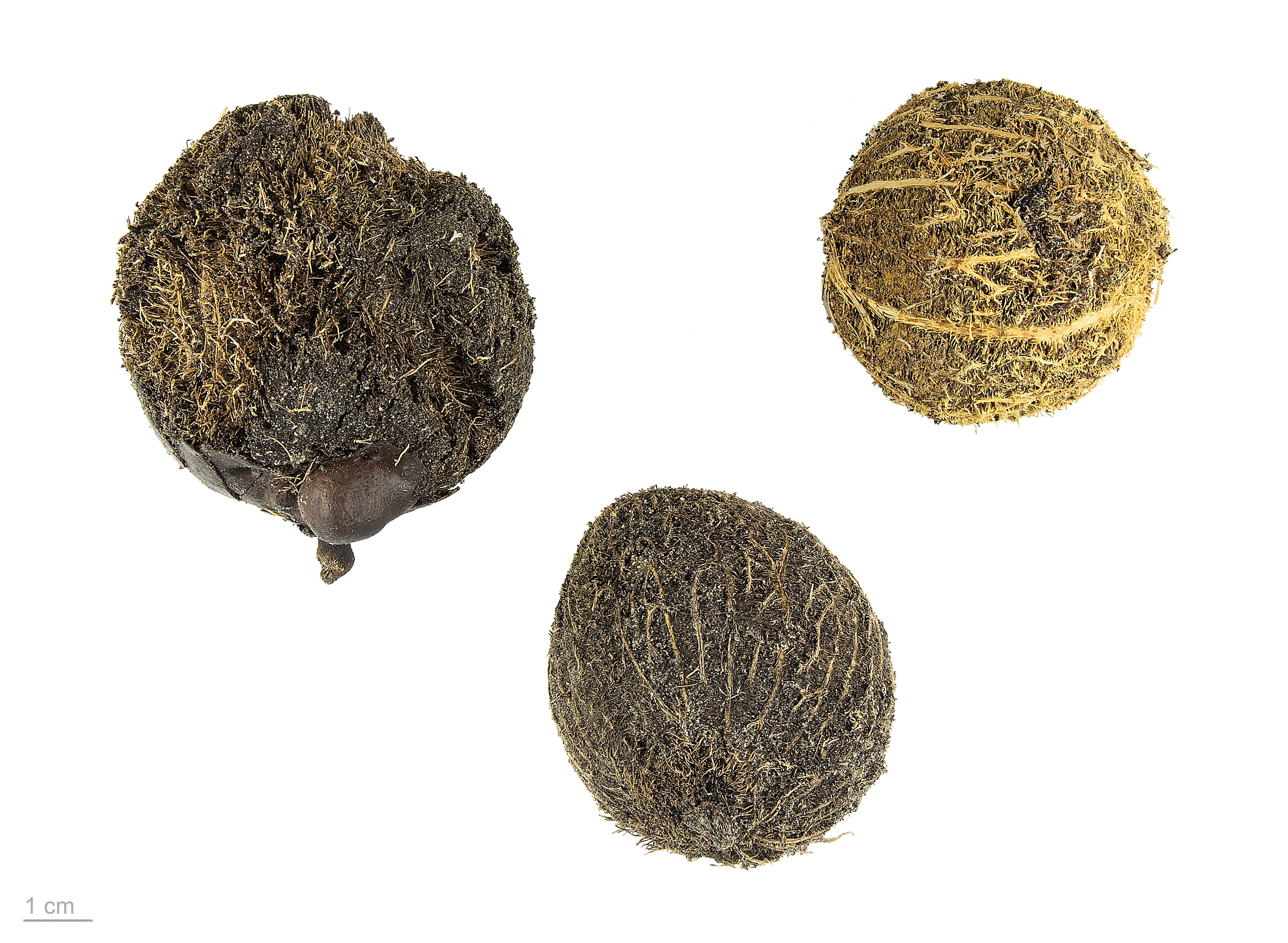
Hyphaene petersiana - MHNT

## Descripción
Como con otros especies de Hyphaene, son dioicas y las plantas femeninas producen frutos copiosos. Hasta 2.000 frutas se pueden encontrar en un árbol, El rendimiento combinado de cerca de cuatro temporadas. Las semillas germinan con dificultad, pero encuentran condiciones favorables en solución salina. Desarrollan enormes raíces pivotantes, que atraen el agua salina bajo tierra. A pesar del crecimiento lento, pueden alcanzar una altura máxima de 18 m de altura. Las plantas típicas adultas están en el orden de 5-7 m de altura.

## Distribución
Se distribuye por Angola, Burundi, Mozambique, Namibia, Provincia de Limpopo, Ruanda, Tanzania, Zaire y Zimbabue.

## Hábitat
Se encuentran en bosques abiertos, llanuras de inundación, riberas de los ríos y de los márgenes de las charcas y pantanos.

## Usos
Las plantas son utilizados por los seres humanos y animales. El repetido corte para obtener savia para la producción de vino de palma, puede llegar a destruir los árboles. La médula del tallo es comestible y los frutos tiernos contienen cantidades limitadas de líquidos, comparable a la leche de coco. El pueblo Ovambo llaman al fruto de la palma Makalani eendunga y lo utilizan para destilar Ombike, el licor tradicional.
La especie es similar a Hyphaene natalensis, que se produce al sureste. Sin embargo, es distinguible por la forma de la fruta; redonda en lugar de en forma de pera, y la forma del vástago, ya que el vástago, regularmente se bombea hacia fuera por debajo del follaje. Borassus aethiopum  tiene una forma comparable de vástago.

## Ecología
Cypsiurus parvus, y Cichladusa ruficauda dependen de esta especie para la cría.

## Taxonomía
Hyphaene petersiana fue descrita por Klotzsch ex Mart. y publicado en Historia Naturalis Palmarum 2: 227. 1845.
Etimología
Hyphaene: nombre genérico que proviene de Hyphaino = "entrelazar", en referencia a las fibras en la pared del fruto.
petersiana: epíteto
Sinonimia
- Chamaeriphes benguelensis (Welw. ex H.Wendl.) Kuntze
- Chamaeriphes ventricosa (Kirk) Kuntze
- Hyphaene aurantiaca Dammer
- Hyphaene benguelensis Welw. ex H.Wendl.
- Hyphaene bussei Dammer
- Hyphaene goetzei Dammer
- Hyphaene obovata Furtado
- Hyphaene ovata Furtado
- Hyphaene plagiocarpa Dammer
- Hyphaene ventricosa Kirk
- Hyphaene ventricosa subsp. anisopleura Becc.
- Hyphaene ventricosa subsp. aurantiaca (Dammer) Becc.
- Hyphaene ventricosa subsp. benguelensis (Welw. ex H.Wendl.) Becc.
- Hyphaene ventricosa subsp. bussei (Dammer) Becc.
- Hyphaene ventricosa subsp. goetzei (Dammer) Becc.
- Hyphaene ventricosa subsp. petersiana (Klotzsch ex Mart.) Becc.
- Hyphaene ventricosa subsp. plagiocarpa (Dammer) Becc.
- Hyphaene ventricosa subsp. russisiensis Becc.
- Hyphaene ventricosa subsp. useguhensis Becc.[8]